# AMF-Bruns
Die AMF-Bruns GmbH & Co. KG ist ein norddeutsches, inhabergeführtes Familienunternehmen mit Hauptsitz in Apen, Landkreis Ammerland, Niedersachsen (Deutschland). Sie gliedert sich in die Kernbereiche Mobilität und Fördertechnik für Schüttgüter. Persönlich haftende Gesellschafterin ist die Bruns Management GmbH.

## Geschichte
1958 wurde die heutige AMF-Bruns GmbH & Co. KG durch Gustav Bruns († 1993) als Bruns KG in Apen gegründet. Geschäftszweck war die Herstellung von Landmaschinen. Ein Jahr nach der Gründung trat Erich Bruns († 2014), Sohn von Gustav Bruns, in das Unternehmen ein. Ab 1962 spezialisierte sich das Unternehmen auf Förderanlagen für Schüttgüter. Die Herstellung von Landmaschinen wurde eingestellt. Zu Beginn der 1970er-Jahre begann AMF-Bruns mit der Herstellung von Liftsystemen und Personenrückhaltesystemen für Menschen mit Behinderung. 1973 wurde das Zweigwerk Friesoythe gegründet, um das hohe Arbeitsvolumen zu bewältigen. In den 1980er-Jahren wurde die Kapazitäten durch Erweiterungsbauten und Investitionen in neue Maschinen an den Standorten Friesoythe und Apen mehr als verdoppelt. 1993 traten Jürgen Bruns und 1995 Gerit Bruns, die Söhne von Erich Bruns, in das Unternehmen ein. 2005 wurde die Tochtergesellschaft AMF-Bruns UK Ltd. in Großbritannien gegründet. 2006 übernahm AMF-Bruns die niederländische Smartfloor B.V. Am 1. August 2012 firmierte die Gustav Bruns GmbH & Co. KG in AMF-Bruns GmbH & Co. KG um. Ein Jahr später wurde Jan Woltermann als weiterer Geschäftsführer neben Jürgen und Gerit Bruns berufen.  2016 eröffnete AMF-Bruns ein Büro in Breslau, Polen. 2020 wurde ein weiterer Produktionsstandort in Roman (Rumänien) eröffnet.

## Unternehmen und Produkte

### Fördertechnik
Der Geschäftsbereich Fördertechnik für Schüttgüter umfasst Planung, Konstruktion, Montage, Aufbau sowie Wartung und Instandsetzung, Ersatzteilservice und Produktschulungen. Dabei werden verschiedene Fördertechniken und zusätzliche Verfahrensschritte angeboten, wie Dosieren, Mischen, Kühlen oder Heizen. AMF-Bruns ist damit als Lieferant in der Zucker-, Holz-, Abfall-, Chemie-, Papier-, Kraftwerks-, Hafen- und Baustoffindustrie aktiv. 1999 entwickelte AMF-Bruns ein neues System zur Entleerung von Silos. 2016 wurde eine neue Entwicklungsabteilung gegründet.

### Mobilität
AMF-Bruns Mobilität ist Spezialist auf dem Gebiet der Behindertenfahrzeugtechnik. Das Unternehmen ist Hersteller und mit jährlich mehr als 4.000 Fahrzeugen auch größter behindertengerechter Fahrzeugumbauer in Deutschland. AMF-Bruns arbeitet in den Bereichen Entwicklung, Herstellung und Vertrieb von Hub- und Ladesystemen, Rollstuhlsicherungssystemen und behindertengerechten Fahrzeugumbauten.
Geprägt und geführt wurde der Bereich Mobilität durch Manfred Feldhoff († 2002). Die ersten Rollstuhl-Sicherheitssysteme von AMF-Bruns wurden zu Beginn der 1970er entwickelt, damals mit Bajonettverschluss. 1975 wurde das weltweit erste 4-Punkt-Retraktor-Rollstuhlhalterunssystem erfunden. 2007 wurde die erste flexible Kopf- und Rückenstütze mit integriertem Schulterschräggurt für Kraftfahrzeuge „FutureSafe“ entwickelt und patentiert. 2011 wurde eine „schlanke Produktion“ eingeführt, um Lifte und Fahrzeuge in einer Linie zu produzieren. 2012 erfolgte eine Erweiterung der Büroflächen des Mobilitätszweigs.
Zu den Produkten gehören unter anderem Auffahrrampen, Fahrtragen, Kopf- und Rückenstützen, Kraftknotenadapter, Liftsysteme, Rollstuhlsicherung, Sitzlösungen, Smartfloor und Trittstufen. Außerdem werden Vermietungen, Servicedienstleistungen und Schulungen angeboten.

## Standorte
AMF-Bruns ist an 13 konzerneigenen Standorten vertreten. Darüber hinaus ist das Unternehmen in rund 60 Ländern aktiv. Neben dem Stammwerk in Apen, Deutschland, ist AMF-Bruns an folgenden Orten vertreten:
- Friesoythe, Deutschland
- Almelo, Niederlande
- Breslau, Polen
- Manchester, England
- Vinnista, Ukraine
- Hudson, USA
- Mexiko-Stadt, Mexiko
- Dubai, UAE
- Chiang Mai, Thailand
- Centurion, Südafrika
- Durban, Südafrika

## Fahrdienst-Info
Die „Fahrdienst-Info“ ist ein unternehmenseigenes Informationsblatt in gedruckter Ausgabe und erscheint quartalsweise. Inhaltlich geht es um Neuigkeiten im Bereich behindertengerechter Fahrzeugtechnik, Produktneuheiten, Unternehmensinformation, Recht und Normen.

## Auszeichnungen und Preise
- 2004 Academie Preis für Verkehrssicherheit
- 2005 Innovationspreis der Rehacare
- 2017 Ausbildungsbetrieb des Jahres[3]